# Atys (Albe la Longue)
Pour les articles homonymes, voir Atys.

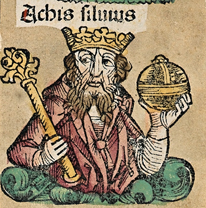
Bois gravé représentant Atys Silvius dans la Chronique de Nuremberg (1493).

Atys est un descendant d'Énée et l'un des légendaires rois latins d'Albe la Longue. Il figure dans la liste de Tite-Live, mais il est ignoré par les listes de Denys d'Halicarnasse, de Diodore de Sicile et d'Appien.

## Biographie
Chez Tite-Live, il est le sixième roi d'Albe, fils et successeur d'Alba Silvius et père de Capys, qui lui succède.